# Fort Stewart
Fort Stewart é uma Região censo-designada localizada no estado americano de Geórgia, no Condado de Liberty.

## Demografia
Segundo o censo americano de 2000, a sua população era de 11.205 habitantes.

## Geografia
De acordo com o United States Census Bureau tem uma área de
17,1 km², dos quais 17,1 km² cobertos por terra e 0,0 km² cobertos por água.

## Localidades na vizinhança
O diagrama seguinte representa as localidades num raio de 20 km ao redor de Fort Stewart.